# Томский базовый медицинский колледж
Томский базовый медицинский колледж (ТБМК, ОГБПОУ «ТБМК», «Томский медколледж») — образовательное учреждение среднего уровня профессионального образования, осуществляющее подготовку медицинских работников среднего звена. В настоящее время колледж осуществляет подготовку по таким специальностям как лечебное дело, акушерское дело, сестринское дело, фармация.

## История
Существование Томского медколледжа отсчитывается с конца XIX века, когда указом Правительства от 30 мая 1878 года в Томске была учреждена Томская школа повивальных бабок. Томский медколледж считается одним из старейших образовательных учреждений в Сибири, будучи основанным в один год с Томским государственным университетом.

### Томская школа повивальных бабок
Томская школа повивальных бабок была создана для обеспечения сельского населения Томской губернии повитухами. Воспитанницам преподавалась анатомия, физиология, акушерство, оспопрививание и уход за больными. При повивальной школе имелся родильный покой для принятия родов. По окончании обучения воспитанницы были обязаны прослужить в Томской губернии полтора года за каждый год содержания. Первый выпуск состоялся в 1880 году.

### Акушерско-фельдшерская школа
В 1906 г. повивальная школа была преобразована в акушерско-фельдшерскую школу. Обучение длилось 4 года. На начальных курсах преподавались общеобразовательные предметы, а на старших — специальные. Томская акушерско-фельдшерская школа особенно славилась качеством преподавания.  В числе преподавателей школы были профессора, ассистенты и ординаторы университета. Большое внимание уделялось практическим занятиям. Преподавание строилось на основе широкого использования практических знаний по всем клиническим дисциплинам. В субботние дни воспитанницы несли дежурство в больнице приказа общественного призрения, во время которых обучались уходу за больными и исполняли фельдшерские обязанности. После окончания обучения воспитанницы получали звание фельдшера-акушерки. Выпускницы в торжественной обстановке давали клятву (обещание), повторявшее в сокращенном виде факультетское обещание врачей. За 28 лет существования Томская повивальная школа подготовила 550 повивальных бабок и за 8 лет, т.е. до 1914 г., акушерско-фельдшерская школа — 98 фельдшериц-акушерок, 95% которых служили в Томской губернии.
В 1920 г. Томская акушерско-фельдшерская школа была переименована в Томский акушерский техникум; в 1930 г. – в Томский медицинский техникум; в 1935 – в Томскую фельдшерско-акушерскую школу.

## Настоящее время
В 2013 году в колледже обучалось 1224 студента, работало 82 преподавателя.